# ウェンディ・ウィルソン
ウェンディ・ウィルソン（Wendy Wilson、1969年10月16日 - ）は、アメリカ合衆国の歌手。ウィルソン・フィリップスのメンバー。

## 来歴・人物
アメリカのサーフ・ロック・グループ「ザ・ビーチ・ボーイズ」のブライアン・ウィルソンの娘として生まれる。姉はカーニー・ウィルソン。
幼馴染であるチャイナ・フィリップスと、姉カーニーとでコーラスグループ「ウィルソン・フィリップス」を結成。1989年デビュー。 1997年には父ブライアン、姉カーニーと「ウィルソンズ (The Wilsons)」を結成し、同名アルバムをリリースした。
近年はテレビのリアリティショーなどにも出演している。
私生活では4児の母である。

## ディスコグラフィ

### ウィルソン・フィリップス
- 『ウィルソン・フィリップス』 - Wilson Phillips (1990年、SBK)
- 『光と影のドラマ』 - Shadows and Light (1992年、SBK)
- 『カリフォルニア』 - California (2004年、Columbia)
- Christmas in Harmony (2010年、Sony Masterworks)
- 『デディケイテッド～トリビュート・トゥ・ビーチ・ボーイズ and ママス&パパス～』 - Dedicated (2012年、Sony Masterworks)

### ウィルソンズ
- 『ヘイ・サンタ!』 - Hey Santa! (1993年) ※カーニー&ウェンディ・ウィルソン名義
- 『マンデイ・ウィズアウト・ユー』 - The Wilsons (1997年) ※with ブライアン・ウィルソン（4曲に参加）